# An Xuân (phường)
An Xuân là một phường thuộc thành phố Tam Kỳ, tỉnh Quảng Nam, Việt Nam.
Phường An Xuân có diện tích 1,08 km², dân số năm 2019 là 10.035 người, mật độ dân số đạt 9.292 người/km².